# Ahnenpaß

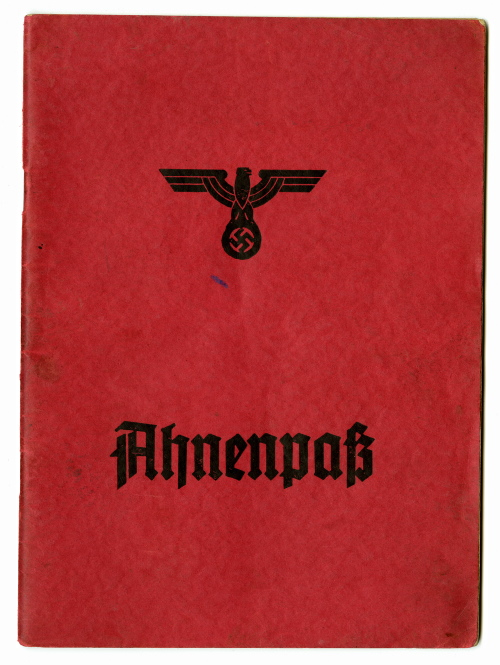
Ahnenpaß mit „Parteiadler“

Ahnenpaß des NSDAP-Verlages mit Reichsadler

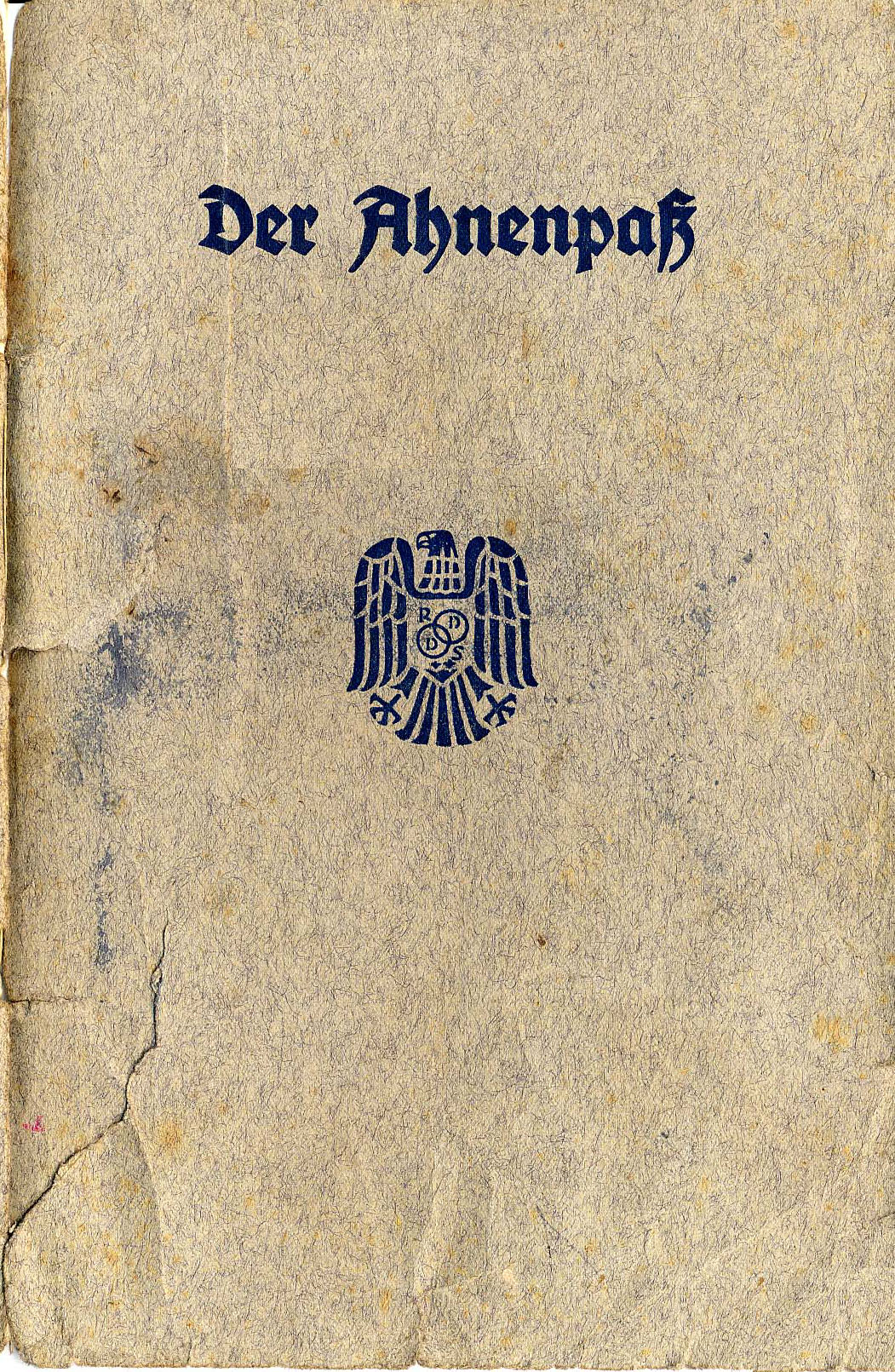
Ahnenpaß des Verlags für Standesamtswesen ohne Reichsadler

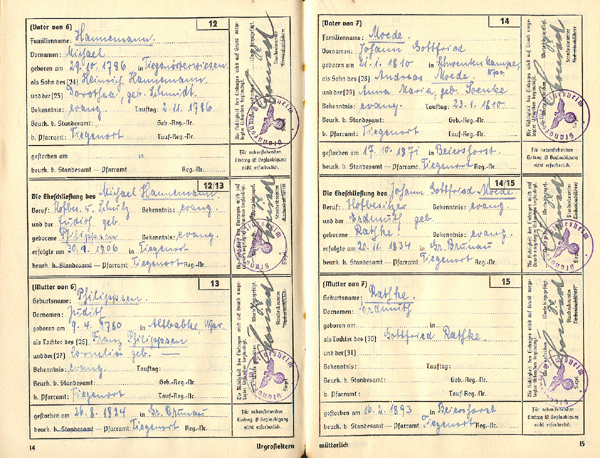
Die Vorfahren – wichtig der Eintrag: „Bekenntnis“

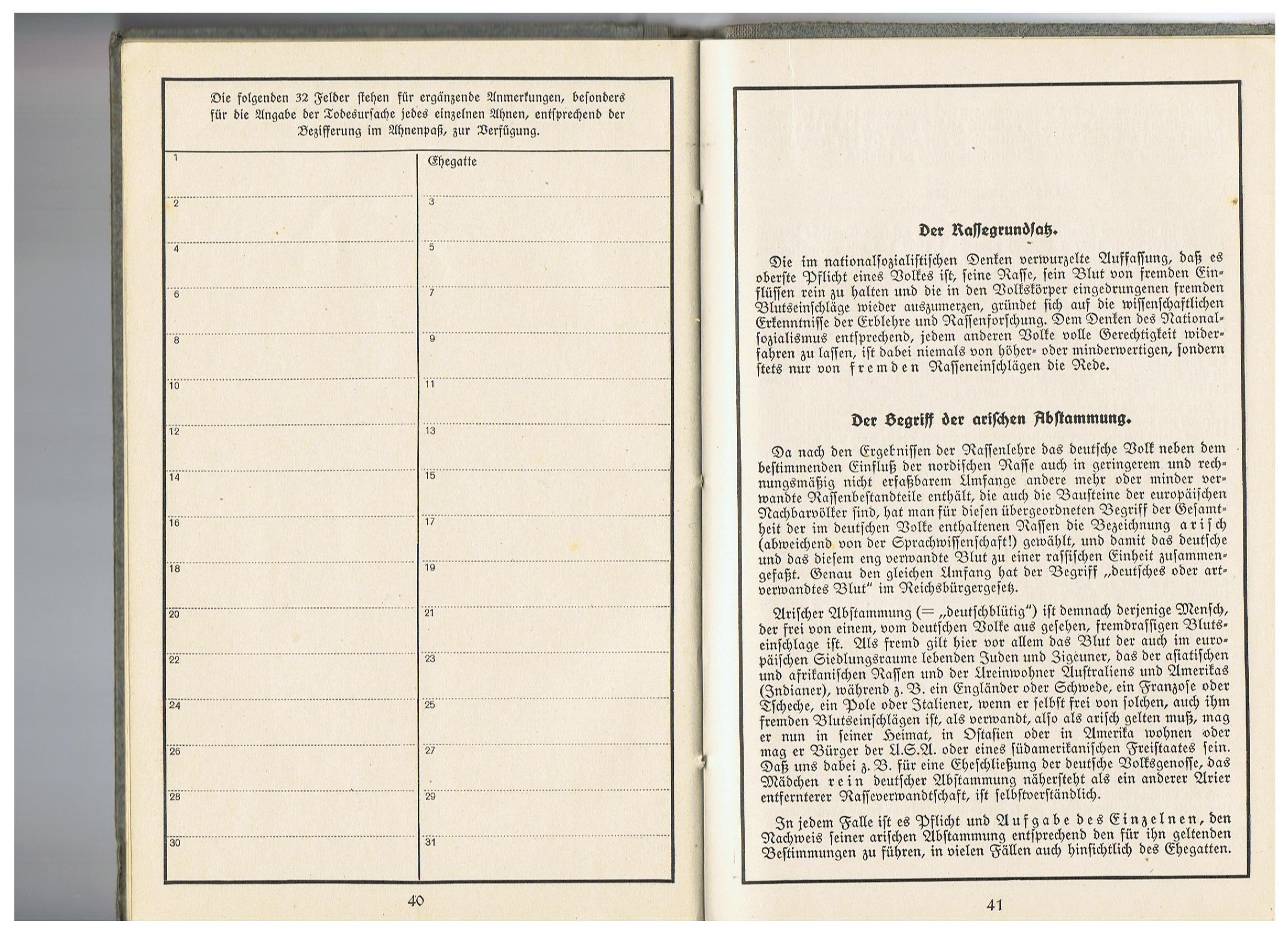
Anhang, Seite 41.

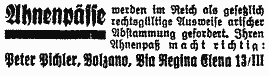
Zeitungsannonce in den Südtiroler Dolomiten vom 15. Juni 1940 für die Anlegung von Ahnenpässen

Der Ahnenpaß (historische Schreibweise) war in der Zeit des Nationalsozialismus ein zu einem Heft oder Pappband zusammengebundener Vordruck für beglaubigte Abschriften von Geburts-, Tauf- und Heiratsurkunden der Eltern und Großeltern, beziehungsweise der Vorfahren bis ins Jahr 1800 zurück zum Zwecke eines Nachweises einer „arischen Abstammung“.

## Geschichte
Die kurze Geschichte des Ahnenpasses hat ihren Ursprung im Missbrauch der Ahnenforschung, einer historischen Hilfswissenschaft, für den nationalsozialistischen Rassenwahn. Kurz nach der Machtergreifung wurde die Grundlage für die Entwicklung von Ahnenpässen mit dem Gesetz zur Wiederherstellung des Berufsbeamtentums vom 7. April 1933 geschaffen, womit für Beamte der Nachweis einer „arischen Abstammung“ zu erbringen war. Als Arierparagraph galt insbesondere der Paragraph 3, der die Anweisung enthielt „Beamte, die nicht arischer Abstammung sind, sind in den Ruhestand zu versetzen“. Nur wenige Tage nach Bekanntgabe des Gesetzes konkretisierte am 11. April 1933 die „Erste Verordnung zur Durchführung des Gesetzes zur Wiederherstellung des Berufsbeamtentums“ den Paragraphen 3 und legte fest: „Als nicht arisch gilt, wer von nicht arischen Eltern oder Großeltern abstammt. Es genügt wenn ein Elternteil oder ein Großelternteil nicht arisch ist.“
Von Mitgliedern der NSDAP und ihren Gliederungen wurden sogar weiterreichende Abstammungsnachweise gefordert. Der Nachweis der „deutschblütigen Abstammung“ sollte bei diesen bis zum 1. Januar 1800 zurückreichen. Der Grund für die Festlegung dieser zeitlichen Grenze lag an der rassenideologischen Auffassung, um 1805 hätte eine jüdische Emanzipation stattgefunden mit dem Ergebnis von Mischehen und ab diesem Zeitpunkt der Aufnahme „größerer Mengen jüdischen Blutes“ durch das „deutsche Volk“.
Ausgelöst durch das Gesetz vom April 1933 und später verursacht durch die weiteren Verschärfungen der Rassengesetze, setzte ein massenhafter Boom der Ahnenforschung ein. Die Problematik bestand zunächst darin, wie die vier geforderten „arischen“ Großeltern, oder gar 4 bis 6 Generationen zurück „arische Ahnen“ belegt werden konnten. Da in Deutschland staatliche Standesämter erst 1876 eingeführt wurden und für die Zeit davor keine zivilen Quellen existierten, musste das NS-Regime auf Geburts-, Taufe-, Ehe- und Sterbeeinträge der Kirchenbücher zurückgreifen. Laut einem Bericht vom Mai 1935 wurden alleine in den ersten zwei Jahren nach der Machtergreifung 12,5 Millionen Kirchenbuchauszüge ausgefertigt. Das betraf vor allem Mitglieder der NSDAP, der SA und SS sowie deren Funktionsträger, zudem Amtsinhaber anderer Institutionen, Verbände und Vereine. Insgesamt mussten, laut einem Zensus von Mai 1939,  4.737.962 Millionen Staatsbürger gemäß dem Gesetz zur Wiederherstellung des Berufsbeamtentums von 1933 den Nachweis „arischer Abstammung“ erbringen. Die Kirchenbücher erwiesen sich hierbei als nicht so harmlos, sie „hatten nicht nur eine Geschichte, sie machten Geschichte“, indem sie zu Instrumenten nationalsozialistischer Rassenpolitik umfunktioniert wurden. Die „Rassenzugehörigkeit“ wurde also durch das religiöse Bekenntnis der Vorfahren anhand von Taufbelegen ermittelt. Sowohl ein fehlender oder das Vorhandensein eines jüdischen Taufbelegs diente als Beleg einer vermeintlich „jüdischen Rassezugehörigkeit“.
Ab dem Frühjahr 1933 wurden die ersten Vordrucke eines Ahnenpasses vom 1920 gegründeten Reichsbund der Standesbeamten Deutschlands (RDSD) entwickelt und erstellt. Mittels der Urkunden wurde versucht, die „arische Abstammung“ von Beamten bis zu den Großeltern nachzuweisen. Mit dem Reichserbhofgesetz vom 29. September 1933 mussten auch Bauern weitreichend ihre „deutschblütige Abstammung“ nachweisen. Mit Stichtag 1. Januar 1800 kann Bauer nur sein,  „[…] wer deutschen oder stammesgleichen Blutes ist. Deutschen oder stammesgleichen Blutes ist nicht, wer unter seinen Vorfahren väterlicher- oder mütterlicherseits jüdisches oder farbiges Blut hat […]“.
Für die allgemeine Bevölkerung gab es bis 1935 jedoch keine Vorschriften, einen Abstammungsnachweis vorzulegen. 1936 konnte man im Meyers Lexikon nachlesen: „Der Ahnenpaß ist gesetzlich nicht vorgeschrieben, aber empfehlenswert“. Andere Ahnenpaß-Vordrucke wurden von verschiedenen privaten und halboffiziellen Verlagen sowie von NS-Institutionen wie etwa dem NS-Lehrerbund oder dem Reichsnährstand herausgegeben. Zwischen 1933 und 1945 druckten und verkauften mindestens 17 verschiedene Verlage Ahnenpässe. Häufige Verwendung schien der Vordruck aus dem „Verlag für Standesamtswesen“ des RDSD gefunden zu haben, zumal dieser von den NS-Verbänden empfohlen wurde. Ein Runderlass des Reichs- und Preußischen Ministers des Innern vom 26. Januar 1935 ermächtigte die Standesbeamten, Eintragungen in den Ahnenpässen zu beglaubigen.
Die Nürnberger Rassegesetze vom 15. September 1935 stellte die antisemitische Ideologie auf juristische Grundlagen und verschärfte den Druck auf die Bevölkerung, indem der Nachweis der „arischen Abstammung“ ausgeweitet wurde. So beseitigte etwa das „Reichsbürgergesetz“ – eines der beiden Nürnberger Gesetze – mit der Unterscheidung zwischen „Reichsbürgern“, die im vollen Besitz aller Rechte waren, und „Staatsbürgern“, die nicht über die Reichsbürgerschaft verfügten und unter Sonderrecht gestellt waren, die Gleichheit vor dem Gesetz. Das Gesetz zum Schutze des deutschen Blutes und der deutschen Ehre griff tief in die Privatsphäre ein und verbot etwa die Eheschließung sowie die außereheliche Sexualität („Rassenschande“) mit „Deutschblütigen“.
Zwar war der Besitz eines Ahnenpasses auch nach 1935 keine Pflicht, er wurde aber doch jedermann – so auch Nicht-„Ariern“ – nahegelegt. Ihn zu erstellen, war aufwendig, weil Angaben nur aufgrund von Originalurkunden bzw. beglaubigten Abschriften anerkannt wurden. Ein vollständiger, vom Standesamt und/oder kirchlich beglaubigter Ahnenpaß ersetzte den andernfalls geforderten Nachweis einzelner Geburts-, Tauf- und Trauurkunden. Der Ahnenpass wurde so Teil des Ariernachweises. Zwischen 1933 und 1945 wurden die Regeln und Vorschriften zur Erstellung des Abstammungsnachweises kontinuierlich ergänzt und überarbeitet. Sowohl der angestammte Grad, in dem eine Person den Ariernachweis erbringen musste, als auch die Beweismethode variierten zu jedem Zeitpunkt je nach geltendem Recht, der jeweiligen Behörde, die das Gesetz durchsetzte, und der Verfügbarkeit von Beweisen. In einem Dokument der Reichsstelle für Sippenforschung aus der Zeit um 1936 wurden die verschiedenen Möglichkeiten eines Ariernachweises aufgeführt: 1. Kleiner Abstammungsnachweis 2. Großer Abstammungsnachweis 3. Abstammungsbescheid 4. Unbedenklichkeitsbescheid 5. Ahnenpaß 6. Bescheinigungen über Abstammung sowie 7. Spruchkammer. 
Unter Kleinem Ahnennachweis verstand man den bis zu den Urgroßeltern, unter dem Großen Ahnennachweis den bis 1800.
Nach Ende des Krieges 1945 bestand kein Anlass mehr, die Ahnenpässe weiterzuführen, da der Nachweis einer „deutschblütigen Abstammung“ entfiel. Anstatt eines Ahnenpasses gab es ein Stammbuch der Familie, welches dem Familienstammbuch der Weimarer Zeit entsprach. Nach Neufassungen der Dienstanweisungen für Standesbeamte und ihre Aufsichtsbehörden wurden in den 1950er Jahren die Bestimmungen über die Beglaubigungen von Ahnenpässen ersatzlos gestrichen, in Nordrhein-Westfalen etwa am 12. Januar 1955. Im Bürgerlichen Gesetzbuch (BGB) wurde festgehalten, dass Ahnenpässe nicht die den Personenstandsurkunden zukommende Beweiskraft haben.

## Zweck und Inhalt
Der Ahnenpaß enthielt Vordrucke zur Bescheinigung von Geburt, Taufe, Heirat und Tod des Inhabers und seiner Vorfahren bis zur fünften Generation (Urururgroßeltern, auch: Altgroßeltern) nach Vorlage entsprechender Urkunden und hatte den Zweck eines Abstammungsnachweises mit dem Ziel eine „arische Abstammung“ nachzuweisen, beziehungsweise „nicht-deutschblütige“ auszusortieren. Inwieweit er ausgefüllt sein musste, um als Nachweis zu dienen, war einzelfallabhängig; in der Regel wurden vollständige Nachweise bis zur Generation der Urgroßeltern damals auch als ausreichend angesehen. Der kleine Ahnenpaß beinhaltete beispielsweise 7 Geburts- oder Taufurkunden, und zwar von sich, den Eltern und den 4 Großeltern, sowie dazugehörig die 3 Heiratsurkunden der Eltern und Großeltern. Diese der Reihenfolge nach richtig geordnete Sammlung von 10 Urkunden war der vorgeschriebene Abstammungsnachweis für 3 Generationen.

## Ausgaben
Ahnenpassformulare hatten das Format DIN A5 und wurden von verschiedenen Verlagen angeboten. Ab 1937 gab es zwei Typen, Typ 31 für den Kleinen Ahnennachweis bis zu den Urgroßeltern und Typ 63 für den Großen Ahnennachweis bis zurück nach 1800.
Die Vordrucke wurden von verschiedenen privaten und halboffiziellen Verlagen sowie von NS-Institutionen, wie etwa dem NS-Lehrerbund oder dem Reichsnährstand, herausgegeben. Häufige Verwendung hatte der Vordruck aus dem Verlag für Standesamtswesen.

## Verbleib
Nach Vorlage bei einer Behörde oder Dienststelle wurde der Ahnenpaß wieder ausgehändigt. Das heißt, Ahnenpässe sind nicht archiviert worden. Nur die Abstammungsnachweise von Angehörigen der SS wurden vom Rasse- und Siedlungshauptamt einbehalten und nach 1945 im Berlin Document Center archiviert und befinden sich heute in der Abteilung R des Bundesarchivs in Berlin-Lichterfelde.

## Einzelbelege
1. 1 2  Stefan Alker, Bruno Bauer und Markus Stumpf, NS-Provenienzforschung und Restitution an Bibliotheken, De Gruyter 2017, S. 50.
2. ↑  Reichsgesetzblatt vom 7. April 1933 auf der Seite der Österreichischen Nationalbibliothek
3. ↑  1. Verordnung zum BBG im Reichsgesetzblatt vom 11. April 1933 auf der Seite der Österreichischen Nationalbibliothek
4. 1 2  Cornelia Schmitz-Berning, Vokabular des Nationalsozialismus, De Gruyter 2007, S. 6.
5. ↑  Eric Ehrenreich, The Nazi Ancestral Proof: Genealogy, Racial Science, and the Final Solution, Indiana University Press 2007, S. 62.
6. ↑  Cornelia Essner, Die »Nürnberger Gesetze« oder Die Verwaltung des Rassenwahns 1933-1945, Schöningh 2002, S. 80.
7. ↑  Manfred Gailus, Pfarrer, Kirchenbücher und kirchliche Sippenforschung im „Dritten Reich“, In: Michael Hecht und Elisabeth Timm, Genealogie in der Moderne, De Gruyter Oldenbourg 2023, S. 189.
8. ↑  Eric Ehrenreich, The Nazi Ancestral Proof: Genealogy, Racial Science, and the Final Solution, Indiana University Press 2007, S. 59.
9. ↑  Helge-Fabien Hertz, Evangelische Kirchen im Nationalsozialismus, De Gruyter Oldenbourg 2022, S. 1072.
10. 1 2 3  Cornelia Schmitz-Berning, Vokabular des Nationalsozialismus, De Gruyter 2007, S. 19f.
11. ↑  Reichserbhofgesetz vom 29. September 1933 auf der Seite der Österreichischen Nationalbibliothek
12. ↑  Empfehlungen wurden damals in verschiedenen Tageszeitungen gedruckt, etwa hier Badische Presse vom 10. September 1934, Seite 6 oben rechts.
13. ↑  Eric Ehrenreich, The Nazi Ancestral Proof: Genealogy, Racial Science, and the Final Solution, Indiana University Press 2007, S. 73.
14. 1 2  Niklas Regenbrecht, 20.6.2020: „Die vorteilhafteste und bequemste Form dieses Nachweises“. Ahnenpässe im Archiv für Alltagskultur Onlinetext im Alltagskultur-Blog der Kommission Alltagskulturforschung für Westfalen. s. unter Literatur
15. ↑  Etwa im Verordnungsblatt der Obersten SA. Führung, No. 10 vom 25. März 1935, S. 45.
16. ↑  RdErl. d. RuPrMdI. vom 26. Januar 1935 I B 22/236 II (MBliV. S. 163)
17. ↑  Cornelia Essner, Einführung bzw. Zusammenfassung zu Reichsbürgergesetz und Gesetz zum Schutze des deutschen Blutes und der deutschen Ehre - „Nürnberger Gesetze“ -, 15. September 1935, und die beiden ersten Ausführungsbestimmungen, 14. November 1935.
18. ↑  Gesetz zum Schutze des deutschen Blutes und der deutschen Ehre auf der Seite der Österreichischen Nationalbibliothek
19. ↑  Eric Ehrenreich, The Nazi Ancestral Proof: Genealogy, Racial Science, and the Final Solution, Indiana University Press 2007, S. 61.
20. ↑  Ministerialblatt für das Land Nordrhein-Westfalen, 8. Jahrgang, Nr. 4 vom 12. Januar 1955, S. 54, Punkt 137
21. ↑  Paragraph 2356 Absatz 3, Erbrecht